# Elles
Elles (Elas (título em Portugal) ou Mulheres: Amizades Simples, Vidas Complicadas (título no Brasil)) é um filme do género comédia dramática, realizado e escrito por Luís Galvão Teles e Don Bohlinger e coproduzido por Portugal, França, Luxemburgo, Bélgica, Suíça e Espanha. Estreou-se em Portugal a 24 de outubro de 1997 e em França a 12 de agosto de 1998. O filme havia sido selecionado para representar o Luxemburgo no Óscar de melhor filme estrangeiro da cerimónia de 1998, mas acabou não sendo nomeado.

## Elenco
- Miou-Miou como Eva
- Carmen Maura como Linda
- Marthe Keller como Bárbara
- Marisa Berenson como Chloé
- Guesch Patti como Branca
- Joaquim de Almeida como Gigi
- Didier Flamand como Edgar
- Morgan Perez como Luís
- Marie Guillard como Inês
- Maurice Chevit como Alberto

## Reconhecimentos
| Ano  | Prémios                                              | Categorias                                | Destinatários e nomeados | Resultado | Referências       |
| ---- | ---------------------------------------------------- | ----------------------------------------- | ------------------------ | --------- | ----------------- |
| 1997 | Festival Internacional do Cinema Francófono de Namur | Bayard de Ouro de melhor filme francófono | Elles                    | Indicado  | [ 6 ] [ 7 ] [ 8 ] |
| 1998 | 3.º Globos de Ouro                                   | Melhor filme                              | Elles                    | Indicado  | [ 6 ] [ 7 ] [ 8 ] |
| 1998 | Caminhos do Cinema Português                         | Prémio do Público de melhor filme         | Elles                    | Venceu    | [ 6 ] [ 7 ] [ 8 ] |
| 1998 | Festival Internacional de Cinema de Palm Springs     | Prémio do Público                         | Luís Galvão Teles        | Venceu    | [ 6 ] [ 7 ] [ 8 ] |
| 1999 | Festival de Cinema Cinequest                         | Prémio do Público                         | Luís Galvão Teles        | Venceu    | [ 6 ] [ 7 ] [ 8 ] |
| 1999 | Festival de Cinema Cinequest                         | Melhor filme                              | Elles                    | Indicado  | [ 6 ] [ 7 ] [ 8 ] |
| 1999 | Festival Internacional de Cinema dos Hamptons        | Prémio Lifetime Vision                    | Luís Galvão Teles        | Venceu    | [ 6 ] [ 7 ] [ 8 ] |